# 1927 au cinéma
| Années du cinéma : 1924 - 1925 - 1926 - 1927 - 1928 - 1929 - 1930    |
| Décennies du cinéma : 1890 - 1900 - 1910 - 1920 - 1930 - 1940 - 1950 |

Cet article présente les faits marquants de l'année 1927 au cinéma.

## Événements
- 10 janvier : Sortie en salle, à Berlin, du film Metropolis de Fritz Lang (37 ans), qui apparaît immédiatement comme un chef-d'œuvre du cinéma expressionniste allemand.
- 19 avril à New York : Mae West est condamnée à dix jours de prison et 500 dollars d'amende pour son rôle dans la pièce Sex, pour atteinte aux bonnes mœurs.
- 7 avril, Abel Gance présente son Napoléon sur triple écran (trois images différentes et synchronisées); Abel Gance incarne Saint-Just.
- 11 mai : création de l'Academy of Motion Picture Arts and Sciences aux États-Unis par Louis B. Mayer. Les premiers Oscars (Academy Awards) seront décernés en 1929 pour des films sortis en 1927 et 1928.
- 25 mai : Première projection cinématographique en procédé Movietone, qui permet l’enregistrement du son sur la pellicule elle-même.
- 22 août, Hollywood : Charlie Chaplin annonce son divorce d'avec sa seconde épouse Lita Grey qui était la vedette féminine de La Ruée vers l'or.
- 6 octobre : Le Chanteur de Jazz (The Jazz Singer) est considéré comme le premier film sonore, parlant et musical, présenté au Warner's Theatre avec Al Jolson, réalisé par Alan Crosland, déjà auteur d'un Don Juan sonore et produit par les frères Warner.
- 27 octobre : Premières actualités sonores à New York : les Nouvelles de la Fox Movietone.

- Le Pathé Rural est lancé par Pathé pour concurrencer le 16 mm américain et promouvoir le cinéma dans les petites communes.
- Première apparition du tandem comique de Laurel et Hardy.

## Principaux films de l'année
- Berlin : sortie de Metropolis de Fritz Lang (10 janvier).
- Casanova de Alexandre Volkof avec Ivan Mosjoukine (13 septembre).

- L'Aurore de F.W. Murnau.
- La Glace à trois faces de Jean Epstein.
- La Jeune Fille au carton à chapeau réalisé par Boris Barnet.
- La Revue des revues : comédie française de Joe Francis.
- La Sirène des tropiques d'Henri Étiévant et Mario Nalpas avec Joséphine Baker.
- Le Duel de Jacques de Baroncelli.
- Le Mécano de la « General » de Buster Keaton, Clyde Bruckman.
- Le Roi des rois, de Cecil B. DeMille.
- Les Cheveux d'or (The Lodger), film d’Alfred Hitchcock (14 février).
- Les Nuits de Chicago de Ben Hecht (19 avril, New York).
- L'Inconnu de Tod Browning avec Lon Chaney.
- Londres après minuit (London After Midnight) de Tod Browning.
- Napoléon d'Abel Gance avec Albert Dieudonné (7 avril).
- Octobre, film de Sergueï Eisenstein, sorti à l’occasion du 10e anniversaire de la révolution. Les scènes où apparaissent Trotski ont été censurées (7 novembre).
- Sa dernière culotte de Frank Capra avec Harry Langdon.
- Saint Joan de Widgey R. Newman.

## Principales naissances
- 7 février : Juliette Gréco († 23 septembre 2020).
- 20 février : Sidney Poitier († 6 janvier 2022).
- 21 février : Paul Préboist († 4 mars 1997).
- 24 février : Emmanuelle Riva (morte le 27 janvier 2017)
- 28 février : Stanley Baker († 28 juin 1976).
- 1er mars :
  - Harry Belafonte († 25 avril 2023).
  - Claude Gensac († 27 décembre 2016).
- 20 avril : Pavel Louspekaïev († 17 avril 1970).
- 1er mai : Laura Betti († 31 juillet 2004).
- 18 juin : Eva Bartok († 1er août 1998).
- 4 juillet : Gina Lollobrigida († 16 janvier 2023).
- 6 juillet : Janet Leigh († 3 octobre 2004).
- 11 août : Stuart Rosenberg († 15 mars 2007).
- 14 août : Roger Carel, acteur français. († 11 septembre 2020).
- 16 septembre : Peter Falk († 23 juin 2011).
- 19 septembre : Rosemary Harris
- 14 octobre : Roger Moore († 23 mai 2017).
- 21 octobre : Ray Brenner († 5 juin 1995).
- 1er novembre : Marcel Ophüls
- 13 décembre : Léonide Markov, acteur soviétique († 2 mars 1991).
- 30 décembre : Robert Hossein († 31 décembre 2020).

date non-précisée :
- Ellis Kadison († 1998).